# Witów (Lewin Kłodzki)
Witów (deutsch: Nerbotin; 1937–1945: Markrode; tschechisch Nerbotin, auch Norbertin bzw. Nerobotin) ist ein Ort in der Landgemeinde Lewin Kłodzki (Lewin) im Powiat Kłodzki der Woiwodschaft Niederschlesien in Polen. Es liegt fünf Kilometer westlich von Duszniki-Zdrój (Bad Reinerz).

## Geographie
Witów liegt im Westen des Glatzer Kessels südlich der Europastraße 67 zwischen Lewin Kłodzki und Jawornica (Jauernig). Nachbarorte sind Kulin Kłodzki (Keilendorf) im Nordosten, Zielone Ludowe (Hummelwitz) im Osten, Jawornica und Zimne Wody (Kaltwasser) im Südosten, Jerzykowice Małe (Kleingeorgsdorf) im Süden, Kocioł (Kuttel) und Krzyżanów (Krzyschney, 1929–1945: Kreuzdorf) im Südwesten, Lewin Kłodzki im Westen und Leśna (Löschney, 1937–1945: Thalheim) im Nordwesten.

## Geschichte
„Norbethin“ gehörte ursprünglich zur Herrschaft Nachod im altböhmischen Königgrätzer Kreis und wurde erstmals 1477 urkundlich erwähnt. Damals gliederte Herzog Heinrich d. Ä., dem seit 1472 die Herrschaften Nachod und Hummel sowie die Grafschaft Glatz gehörten, das gesamte Kirchspiel der Lewiner Pfarrkirche St. Michael, zu dem Nerbotin gehörte, in die Herrschaft Hummel und diese im selben Jahr in seine Grafschaft Glatz ein. Die Ortsbezeichnung soll vom tschechischen „Nerobotin“ abgeleitet sein und bedeutet robotfrei bzw. nicht frondienstpflichtig. 1561 erwarb der böhmische Landesherr die Herrschaft Hummel. Auch nach deren Auflösung 1595 blieben die zugehörigen Ortschaften zunächst im Besitz der Böhmischen Kammer. Diese verkaufte Nerbotin 1684 dem Besitzer der Herrschaft Rückers, Johann Isaias von Hartig.
Nach dem Ersten Schlesischen Krieg 1742 und endgültig nach dem Hubertusburger Frieden 1763 kam Nerbotin zusammen mit der Grafschaft Glatz an Preußen. 1793 bestand es aus 15 Häusern, in denen 97 Menschen lebten. Nach der Neugliederung Preußens gehörte es ab 1815 zur Provinz Schlesien und war 1816–1945 dem Landkreis Glatz eingegliedert. Es bildete eine eigene Landgemeinde und gehörte zum Amtsbezirk Tassau. 1937 wurde es in Markrode umbenannt. 1939 wurden 100 Einwohner gezählt.
Als Folge des Zweiten Weltkriegs fiel Nerbotin/Markrode 1945 wie fast ganz Schlesien an Polen und wurde zunächst in Nerbocin und später in Witów umbenannt. Die deutsche Bevölkerung wurde weitgehend vertrieben. Die neu angesiedelten Bewohner waren teilweise Zwangsumgesiedelte aus Ostpolen, das an die Sowjetunion gefallen war. Nachfolgend ging die Einwohnerzahl auf weniger als ein Fünftel zurück. Dadurch wurden die meisten Häuser dem Verfall preisgegeben. 1975–1998 gehörte Witów zur Woiwodschaft Wałbrzych (Waldenburg).

## Sehenswürdigkeiten
- Steinernes Wegkreuz mit hl. Maria